# Lluís Guilla
Lluís Guilla (Perpinyà, ?? - ??, 1702) va ser un notari del Rosselló. Escrigué dos llibres de devoció: Manual de doctrina cristiana (1685) i Ales per a volar a Déu (1695).

## Biografia
Lluís Guilla exercí de notari públic a Perpinyà a partir dels anys cinquanta del segle xvii. Rebé de Charles de Mouchy, marquès de Hocquincourt, lletres que el nomenaren com a escrivà de la Procuració reial a partir del quatre d'octubre de 1653, per causa de la vacança del difunt titular Joan Alquer. Fou també escrivà encarregat dels arxius de l'administració (Domaines) del Rosselló del 3 de febrer de 1667 ençà. Fou notari públic de la vila de Perpinyà i procurador-ecònom del convent de Santa Clara, que compilà i traduí dos llibres de devoció.
De la seva actuació com a notari se n'ha guardat rastre: als Arxius Departaments dels Pirineus Orientals: els documents revelen que s'estava a la vila de Perpinyà, al costat del convent de Santa Caterina de Siena, que estava en actiu durant la segona meitat del segle xvi i que tenia tota sort de clients: sabaters, hortolans, pagesos, botiguers. bracers, fusters, militars, eclesiàstics, professors, burgesos honrats de la vila, nobles, etc. Tenint en compte que l'edat establerta per a accedir a l'ofici era vint-i-quatre anys, aquí-aquí (podia variar entre els vint i els vint-i-cinc en funció de les ciutats), i que els primers documents conservats seus com a notari són de 1652, s'estima que pot ésser nat vers el 1628.
Els notaris són en l'edat moderna homes de lletres i qualcuns dediquen les
hores de lleure al conreu de la literatura: majoritàriament a la historiografia ans també a la poesia i al teatre.
PRAT i VILA (2002. p. 219) han editat un petit fragment d'AIas per volar a Déu. AI fons de l'ADPC es guarda el procés civil entre Guilla i el mercader Ramon Bou de 1669-1670 (ADPC: 281098 i 281106).

## Obres
- Manual de doctrina cristiana, Perpinyà, ed. Joan Figuerola, 1685 (títol complet i ortografia original: Manual de doctrina christiana contenint set diferents tractats especificat en la tercera pagina. Recopilat, y traduit per Lluis Guilla, Notari publich de la fidelissima Vila de Perpinyá, pera us y profit dels petits infants en entrant al us de rao. Dedicat a la Serenissima Reyna dels Angels, concebuda sens macula de pecat original. Ab llicencia. Estampat en Perpinyá, en casa de la viuda de J. Figuerola.) Arxivat 2016-09-21 a Wayback Machine.
- "Louis+guille"&source=bl&ots=0ZFGECdk3J&sig=34xxAuXXtfA0-IueOJj0YJzfwo4&hl=ca&sa=X&ved=0ahUKEwis8qzfv9zNAhXrB8AKHY0SDJw4FBDoAQgwMAk#v=onepage&q=%22Louis%20guille%22&f=false Ales per a volar a Déu, Perpinyà, ed. Francesc Reynier, 1695 (títol complet i original: Alas per volar a Déu mediant l'amor y temor a que excitan l'Angelic exercici de jaculatorias, y las reflexions morals, del present Llibre, Ab un Tractat com se deuen educar los infants, y l'exercici del Sant Rosari, recopiar per LLUIS GUILLA, Notari de Perpinyá, EN PERPINYA, en Casa de Francisco Reynier estampat.1695)